# Anzhero-Sudzhensk
Anzhero-Sudzhensk (tiếng Nga: Анжеро-Судженск) là một thành phố Nga. Thành phố được lập từ sự hợp nhất của các khu định cư Anzherka và Sudzhenka. Thành phố nằm về phía bắc Kemerovo và phía đông sông Tom. Tuyến đường sắt xuyên Xibia chạy qua thành phố. Thành phố này thuộc chủ thể Kemerovo Oblast. Thành phố có dân số 86.480 người (theo điều tra dân số năm 2002). Đây là thành phố lớn thứ 190 của Nga theo dân số năm 2002. Dân số qua các thời kỳ: 76,669 (Điều tra dân số 2010); 86,480 (Điều tra dân số 2002); 107,951 (Điều tra dân số năm 1989).